# Caesalpinia ancashiana
Caesalpinia ancashiana är en ärtväxtart som beskrevs av Ulibarri. Caesalpinia ancashiana ingår i släktet Caesalpinia och familjen ärtväxter. Inga underarter finns listade i Catalogue of Life.